# 実空間法
実空間法（）とは、実空間での波動関数を、FET（有限要素法）や、差分方程式を直接解いて求める方法。
これに対し、通常のバンド計算では、周期的境界条件の下に、逆格子空間での計算を必要とする。

## 利点
実空間法には次のような利点が存在する。
1. 実空間のみで計算が行われるので、FFT（高速フーリエ変換）による計算を必要としない。FFTの計算部分は並列化が難しく、これを使用しないことは計算を並列化する上で有利となる。
2. 境界条件を自由に設定でき、周期的境界条件に縛られない。したがって電場のような外場を課した系に対しての電子状態計算も、外場に細工することなし[2]に可能となる。